# Laxenecera dasypoda
Laxenecera dasypoda är en tvåvingeart som beskrevs av Speiser 1910. Laxenecera dasypoda ingår i släktet Laxenecera och familjen rovflugor. Inga underarter finns listade i Catalogue of Life.